# Diego Schwartzman
Pour les articles homonymes, voir Schwartzman.
Diego Sebastián Schwartzman, né le 16 août 1992 à Buenos Aires, est un joueur de tennis argentin, professionnel depuis 2010.
D'une taille de 1,70 m,,, atypique pour un joueur de tennis, il est l'un des plus petits joueurs ayant atteint une demi-finale d'un tournoi du Grand Chelem. Il a remporté 4 titres ATP, atteint la 8e place mondiale et atteint les demi-finales de Roland-Garros ainsi que les quarts de finale de l'US Open.

## Biographie
Schwartzman, est le fils de Ricardo et Silvana Schwartzman,,,. Il est natif de Buenos Aires où il réside. Pendant l'Holocauste, son arrière-grand-père maternel, juif polonais, a été mis dans un train pour rejoindre un camp de concentration. Au cours du voyage, l'attelage qui reliait deux wagons du train s'est cassé, permettant aux déportés et à son arrière-grand-père de s'échapper. Ce dernier a amené sa famille par bateau d'Allemagne en Argentine. Schwartzman a deux frères (l'un est programmeur informatique, l'autre agent de voyages) et une sœur qui est avocate,.

## Carrière
Il commence à jouer au tennis au Club Náutico Hacoaj, un club sportif juif de Buenos Aires, établi au début du XXe siècle, alors que les Juifs ne pouvaient pas faire partie d'autres clubs sportifs.
Après avoir échoué à 5 reprises en finale de tournois Challenger en 2013, il en remporte 5 de cette même catégorie en 2014. Le premier à Aix-en-Provence puis à Prague, Campinas, San Juan et enfin le tournoi ATP Challenger Tour Finals. Il participe aussi pour la première fois à Roland-Garros. Il parvient à s'extirper des qualifications avant de battre au 1er tour Gastão Elias en 3 sets. Il s'incline au tour suivant face à Roger Federer (6-3, 6-4, 6-4). En fin de saison, il est qualifié pour l'US Open où il tombe au premier tour face au numéro 1 mondial Novak Djokovic qui le bat (6-1, 6-2, 6-4). À l'issue de la saison 2014, Schwartzman rentre dans le top 100 et atteint la 61e place mondiale.
Début 2015, il participe au tournoi ATP d'Auckland. Il passe le premier tour en éliminant Guillermo García-López (37e mondial) avant de chuter face à l'Américain Donald Young. Il participe ensuite à l'Open d'Australie où il affronte le géant sud-africain et 16e joueur mondial Kevin Anderson. Il s'incline au terme d'un match accroché en 4 sets (7-6, 7-5, 5-7, 6-4). La suite de la saison est plus compliquée, malgré quelques bons matchs comme contre Fabio Fognini à Rio ou face à Jerzy Janowicz à Indian Wells, les résultats tardent à venir. À Istanbul, il réalise son premier beau tournoi sur le circuit principal. Il élimine aux premiers tours Blaž Kavčič et Jürgen Melzer 6-1, 6-2 et 6-0, 6-2. En 1/4, il se défait de Santiago Giraldo après avoir perdu la première manche 0-6, il remporte les deux suivantes 6-2, 6-2. En demi-finale, il affronte pour la troisième fois de sa carrière Roger Federer. Et pour la première fois, il remporte un set. Il n'est pas loin de sortir le Suisse mais s'incline finalement 2-6, 6-2, 7-5. Au Masters de Rome, il sort des qualifications avant d'abandonner au premier tour. Il participe par la suite à son deuxième Roland-Garros. Il bat au premier tour l'Autrichien auteur d'un bon début de saison Andreas Haider-Maurer en 4 sets : 6-3, 5-7, 6-3, 7-6. Au second tour, il affronte la tête de série no 13 et ancien demi-finaliste, Gaël Monfils. À la surprise générale, il domine le match et mène même par 2 sets à 1. Il se procure des balles de break dans la 4e manche mais ne les convertit pas. Par la suite Monfils parvient à s'imposer dans les 4e et 5e sets, pour s'imposer finalement : 4-6, 6-4, 4-6, 6-2, 6-3.
Après un début 2016 un peu compliqué, Schwartzman remporte son premier titre à Istanbul (à sa première finale). Il écarte au premier tour Facundo Bagnis (6-1, 6-4), puis se débarrasse de la tête de série no 1 du tournoi Bernard Tomic en 2 petits sets (6-2, 6-2). En 1/4, il s'impose face à Damir Džumhur après avoir perdu la première manche (5-7, 7-64, 6-2). Il réédite un tel retour en demi-finale contre Federico Delbonis en gagnant (65-7, 6-3, 6-2). Il décroche ainsi sa première finale sur le circuit principal. Lors de cette finale, il est opposé à Grigor Dimitrov, tête de série no 2 du tournoi. Après un premier set ponctué de nombreux break c'est le Bulgare qui mène 1 manche à 0. Dans le deuxième set Dimitrov va mener 5-2 avant de voir revenir Schwartzman qui arrache le second set au tie-break. L'Argentin parvient à briser le service de Dimitrov dès le début de l'ultime manche, mais Dimitrov craque ensuite mentalement et finira, à 5-0 40A, par casser une troisième raquette, ce qui lui vaudra un jeu de pénalité et donnera ainsi à Schwartzman son premier titre sur le circuit au terme d'un match héroïque de sa part,.
En octobre sur dur indoor, il atteint la finale à Anvers en battant Nicolas Mahut, Taylor Fritz, Pablo Cuevas et la tête de série numéro 1, David Goffin (7-5, 2-6, 7-5) en écartant deux balles de match. Il s'incline (64-7, 1-6) face à la tête de série numéro 3, Richard Gasquet après un premier set accroché.

### 2017. Premiers quarts de finale en Masters 1000 et en Grand Chelem, premières victoires contre des top 10
Comme l'année précédente, Diego attend la saison de terre battue européenne pour commencer à faire des performances et à aller loin dans les tournois. Au Masters de Monte-Carlo, il passe facilement Bernard Tomic, puis la tête de série numéro 12, Roberto Bautista-Agut (6-3, 7-63) et le qualifié Jan-Lennard Struff (6-3, 6-0) pour se qualifier à son premier quart de finale de Masters 1000. Il perdra (4-6, 4-6) dans un match plus accroché que le score laisse indiquer contre le futur vainqueur, l'Espagnol Rafael Nadal. Alors tenant du titre au tournoi d'Istanbul, il s'incline en demi-finale face au 8e mondial, Marin Čilić (1-6, 67-7) futur lauréat. Enfin à Roland-Garros, il passe au terme d'un match compliqué (0-6, 6-4, 6-2, 63-7, 9-7) de cinq manches contre le lucky loser Andrey Rublev au premier tour et le qualifié Stefano Napolitano (6-3, 7-5, 6-2). Au 3e tour, il pousse dans ses derniers retranchement le no 2 mondial et tenant du titre Novak Djokovic, au terme d'une rencontre à suspense, menant deux manches à une avant de craquer physiquement dans les deux dernières manches (7-5, 3-6, 6-3, 1-6, 1-6).
Sur terrain dur au Masters du Canada, il atteint les quarts de finale pour la première fois sur cette surface. Passant le qualifié Reilly Opelka (6-3, 62-7, 6-4), puis le 7e mondial, Dominic Thiem (6-4, 67-7, 7-5) il bat ainsi le premier top 10 de sa carrière au terme d'un match physique. En huitième, il défait l'Américain Jared Donaldson (0-6, 7-5, 7-5) après s'être fait infliger une bulle dans la première manche, en renversant totalement le match. En 1/4, il s'incline (6-4, 3-6, 3-6) après le gain de la première manche face à Robin Haase, ratant l'occasion de passer en demi-finale dans cette catégorie de tournoi. Schwartzman confirme sa forme du moment sur dur à l'US Open alors tête de série numéro 29. Il se qualifie facilement pour le 3e tour en battant son compatriote Carlos Berlocq et Janko Tipsarević en trois manches. Avant de réaliser la plus grande performance de sa carrière en Grand Chelem, en battant le 7e mondial et vainqueur en 2014, le Croate Marin Čilić (4-6, 7-5, 7-5, 6-4) libérant ainsi la partie basse du tableau, plus ouverte que jamais. En huitième, il passe le Français Lucas Pouille tête de série numéro 16, (7-63, 7-5, 2-6, 6-2) en 2 h 34. Se qualifiant de fait pour son premier 1/4 de finale en Grand Chelem pour son gabarit et son jeu. Il s'incline contre la tête de série numéro 12, Pablo Carreño-Busta (4-6, 4-6, 2-6) dans un duel de terrien en seulement 1 h 58 de jeu.
Sur la tournée asiatique, au tournoi de Tokyo, il passe Donald Young (6-2, 7-5), puis facilement Bernard Tomic (6-3, 6-1) et Steve Johnson (6-0, 7-5) pour atteindre le dernier carré. Il s'incline en deux tie-breaks contre David Goffin, le futur vainqueur. Au Masters de Shanghai, il tombe dès le 2e tour face au 2e mondial, Roger Federer (64-7, 4-6) qui gagnera le tournoi.
Sur dur indoor, il atteint sa seconde finale d'affilée à Anvers en passant Ernesto Escobedo, David Ferrer (7-5, 6-2) et le qualifié Stéfanos Tsitsipás (6-3, 7-5) sans perdre de manche. Il perd (3-6, 5-7) contre le Français Jo-Wilfried Tsonga après un second set accroché. Puis il atteint les 1/4 de finale à Vienne en passant Fabio Fognini et Pablo Carreño Busta en trois manches, avant de s'incliner (5-7, 66-7) contre Philipp Kohlschreiber.

### 2018.1ertitreATP 500, 1/4 de finale à Roland-Garros et entrée dans le top 20
Diego Schwartzman débute bien la saison avec un 1/8 de finale à l'Open d'Australie. Il passe dans un match accroché en cinq manches (2-6, 6-3, 5-7, 6-4, 11-9) Dušan Lajović au 1er tour, puis le jeune qualifié Casper Ruud et Alexandr Dolgopolov (61-7, 6-2, 6-3, 6-3) pour obtenir son meilleur résultat à Melbourne. Il s'incline contre le no 1 mondial, Rafael Nadal (3-6, 7-64, 3-6, 3-6) après 3 h 51 d'un match intense et accroché où il gagne le deuxième set.
En février, il dispute des tournois sur terre battue. À Buenos Aires, il s'incline en quart de finale (4-6, 4-6) contre Aljaž Bedene, le futur finaliste. Puis à l'ATP 500 de Rio de Janeiro, il profite au premier tour de l'abandon de Casper Ruud, puis sans perdre de set bat Federico Delbonis, Gaël Monfils et la surprise du tournoi, le Chilien Nicolás Jarry pour se qualifier en finale. Il remporte le titre le plus important de sa carrière contre Fernando Verdasco (6-2, 6-3) au terme d'une semaine aboutie. À la suite de son parcours, il atteint son meilleur classement à la 18e place mondiale.
Désigné 11e tête de série à Roland-Garros, il se qualifie pour les quarts de finale en battant Borna Ćorić au troisième tour (7-5, 6-3, 6-3) puis le 7e mondial Kevin Anderson en huitièmes de finale (1-6, 2-6, 7-5, 7-60, 6-2) dans un match où il voit son adversaire servir pour le match dans le troisième puis dans le quatrième set. Affrontant ensuite Rafael Nadal, il remporte le premier set (le seul perdu par l'Espagnol durant ce tournoi) puis perd les trois suivants (6-4, 3-6, 2-6, 2-6).

### 2019. Titre à Cabo San Lucas,1redemi-finale en Masters 1000 à Rome et nouveau 1/4 à l'US Open
À Roland-Garros, Diego Schwartzman est tête de série no 17 (il est alors 20e à l'ATP). Il bat Márton Fucsovics en cinq sets (6-3, 3-6, 7-67, 2-6, 6-2) puis est éliminé par son compatriote Leonardo Mayer, 68e mondial (6-4, 3-6, 4-6, 5-7).
Au tournoi de Cabo San Lucas, étant y être tête de série n°3, il remporte le trophée et donc son troisième titre de sa carrière. Il est donc exempté du 1er tour. Dès son entrée en lice, il affronte le Letton Ernests Gulbis et le bat en deux sets. En 1/4, il bat le Kazakh, tête de série n°8, Mikhail Kukushkin en deux sets. En 1/2, il bat son compatriote Guido Pella, tête de série n°2, en trois sets. Et enfin, en finale, il bat le finaliste du tournoi d'Atlanta, l'Américain Taylor Fritz, tête de série n°5.

### 2020.1refinaleen Masters 1000 à Rome, demi-finale à Roland-Garros et entrée dans le top 8
Diego Schwartzman participe à l'Open d'Australie en tant que tête de série no 14. Il se qualifie sans perdre de set pour les huitièmes de finale, où il s'incline (3-6, 4-6, 4-6) en un peu plus de deux heures contre Novak Djokovic.
En février sur terre battue au tournoi de Córdoba, il atteint la finale après une victoire décousue (6-1, 1-6, 6-2) contre Laslo Djere. Il perd contre Cristian Garín en trois manches après le gain de la première.
Le circuit ATP reprend en juillet avec la tournée américaine après la suspension du circuit ATP à cause de la pandémie de Covid-19. En septembre au Masters de Rome, exempté de premier tour, Diego Schwartzman bat John Millman et Hubert Hurkacz pour atteindre les quarts de finale. Puis il réalise l'exploit de battre Rafael Nadal (6-2, 7-5), nonuple vainqueur du tournoi, pour la première fois après neuf défaites face à l'Espagnol,. Il bat ensuite Denis Shapovalov (6-4, 5-7, 7-64) après 3 h 15 d'une rencontre équilibrée pour se qualifier pour sa première finale en Masters 1000,. Après un premier set serré, il s'incline (5-7, 3-6) en 1 h 53 contre Novak Djokovic.
À Roland-Garros, il atteint sans perdre de set les quarts de finale où il rencontre Dominic Thiem,. Après un match de plus de 5 heures, il vient à bout de l'Autrichien (7-61, 5-7, 66-7, 7-65, 6-2) pour atteindre sa première demi-finale en Grand Chelem,. Ce résultat lui assure de rentrer dans le top 10 du classement ATP à l'issue du tournoi. Face à Rafael Nadal, il offre une bonne résistance, poussant son adversaire au tie-break dans le troisième set, mais s'incline (3-6, 3-6, 60-7) en un peu plus de trois heures,.
Il revient sur les courts en indoor au tournoi de Cologne II. Il se qualifie pour la finale avec des victoires difficiles contre Alejandro Davidovich Fokina et Félix Auger-Aliassime. Il s'incline sèchement (2-6, 1-6) face au local Alexander Zverev. Puis au Masters de Paris-Bercy, il perd en quart de finale face au futur vainqueur du tournoi, le Russe Daniil Medvedev.
Enfin au Masters, il perd tous ses matchs de poule face à Novak Djokovic (3-6, 2-6) en 1 h 18, Alexander Zverev (3-6, 6-4, 3-6) en 2 h 11 et à nouveau Daniil Medvedev (3-6, 3-6) en 1 h 13.
Il finit ainsi sa meilleure saison en carrière à la 9e place mondiale.

### 2022. Finales à Buenos Aires et Rio de Janeiro
Diego Schwartzman dispute l'ATP Cup en début d'année et remporte une victoire de prestige contre le Grec Stéfanos Tsitsipás, 4e joueur mondial en trois sets (6-7, 6-3, 6-3). Il est battu quelques jours plus tard par le Polonais Hubert Hurkacz (1-6, 4-6). Il joue ensuite l'Open d'Australie où il bat Filip Krajinović au premier tour puis essuie une défaite contre le local Christopher O'Connell en trois sets (6-7, 4-6, 4-6).
Il dispute dès février des tournois sur terre battue, avec de bons résultats : une demi-finale à Córdoba, s'inclinant contre Alejandro Tabilo, 144e joueur mondial, et deux finales à Buenos Aires contre Casper Ruud, tournoi dont il est tenant du titre et Rio de Janeiro contre le jeune Espagnol Carlos Alcaraz.
Il s'incline au deuxième tour d'Indian Wells contre John Isner et au premier tour de Miami contre Thanasi Kokkinakis. Il accroche ensuite un quart de finale à Monte-Carlo, éliminé par Stéfanos Tsitsipás qui prend ainsi sa revanche de l'ATP Cup (2-6, 7-6, 4-6), alors qu'il était mené 2-6, 2-5 et après avoir mené 4-0 au troisième set. Il s'ensuit une demi-finale à Barcelone avec une victoire en quart de finale contre le Canadien Félix Auger-Aliassime, et une défaite aux portes de la finale contre le local Pablo Carreño Busta qui l'avait déjà battu en quarts de finale du même tournoi l'année précédente.
Les résultats des mois suivants sont plus mitigés avec deux défaites au deuxième tour à Madrid contre Grigor Dimitrov et Rome contre Marcos Giron.
Il atteint en mai la deuxième semaine de Roland-Garros avec des victoires sur Andrey Kuznetsov, Jaume Munar, après avoir été mené deux sets à 0, et Grigor Dimitrov. Il est néanmoins défait sèchement par le numéro un mondial Novak Djokovic en trois sets (1-6, 3-6, 2-6).
Il joue durant le mois de juin le tournoi du Queen's sur gazon. Il s'y incline au premier tour contre le qualifié Sam Querrey, titré ici en 2010, en deux sets (4-6, 1-6). Il enchaîne avec une deuxième défaite consécutive au tournoi d'Eastbourne, contre l'invité britannique Jack Draper, 108e joueur mondial. Il conclut sa tournée sur gazon décevante avec un deuxième tour perdu à Wimbledon contre l'invité local Liam Broady, qu'il avait battu au même stade du tournoi l'année précédente (2-6, 6-4, 6-0, 6-7, 1-6).
Il joue sur la terre battue suédoise de Bastad la semaine suivante et s'incline sèchement en quarts de finale contre l'Espagnol Pablo Carreño Busta (1-6, 0-6).

### 2023: Sortie du top 100,250evictoire
Diego Schwartzman connait des difficultés au début de la saison 2023 et il sort du top 30 du classement simple ATP pour la première fois depuis 2017. Il subit une blessure à la jambe au début de l'année, ce qui le contraint à abandonner après un set lors de l'ASB Classic. Il perd en deux sets au deuxième tour de l'Open d'Australie contre Jeffrey John Wolf. Il ne réussit pas non plus à gagner un match lors du Golden Swing, qui a historiquement été l'une de ses parties de saison les plus réussies.
Il montre une amélioration dans la partie nord-américaine de la saison sur terrain dur, atteignant le deuxième tour du Masters d'Indian Wells et le troisième tour de l'Open de Miami. Il perd au premier tour de l'Open d'Italie contre Matteo Arnaldi puis atteint le deuxième tour à Monte-Carlo et le troisième à Roland-Garros, battant la 32e tête de série Bernabé Zapata Miralles et Nuno Borges avant de perdre contre la 5e tête de série Stéfanos Tsitsipás en deux sets. Malgré ces résultats, il sort du top 100 au 106e rang mondial le 12 juin.
Schwartzman atteint le deuxième tour du tournoi de Wimbledon en battant Miomir Kecmanović en deux sets où il perd contre Jannik Sinner en deux sets.
Lors de l'Open de Cincinnati, Schwartzman perd au deuxième tour des qualifications. Cela marque la fin de 52 apparitions consécutives dans le tableau principal au niveau ATP Masters 1000 pour Schwartzman. Schwartzman perd au premier tour de l'US Open contre Arthur Rinderknech.
Au Masters de Shanghai, il atteint le quatrième tour en battant la tête de série numéro 7, Taylor Fritz, en remportant trois matchs de suite pour la première fois de la saison et depuis Roland-Garros en mai 2022. Sa bonne forme se poursuit au tournoi du Japon, où il enregistre sa 250e victoire en carrière contre son compatriote Francisco Cerúndolo. Il devient le dixième Argentin à avoir remporté 250 matchs dans l'ère Open[réf. nécessaire].

### 2024-2025
En mai 2024, il annonce qu'il prendra sa retraite après le tournoi de Buenos Aires 2025.

## Palmarès

### Titres en simple messieurs
| No | Date       | Nom et lieu du tournoi                                                 | Catégorie | Dotation    | Surface      | Finaliste           | Score           |          |
| -- | ---------- | ---------------------------------------------------------------------- | --------- | ----------- | ------------ | ------------------- | --------------- | -------- |
| 1  | 25-04-2016 | TEB BNP Paribas Istanbul Open, Istanbul                                | ATP 250   | 426 530 €   | Terre (ext.) | Grigor Dimitrov     | 65-7, 7-64, 6-0 | Parcours |
| 2  | 19-02-2018 | Rio Open by Claro, Rio de Janeiro                                      | ATP 500   | 1 695 825 $ | Terre (ext.) | Fernando Verdasco   | 6-2, 6-3        | Parcours |
| 3  | 29-07-2019 | Abierto Mexicano de Tenis Mifel presentado por Cinemex, Cabo San Lucas | ATP 250   | 762 455 $   | Dur (ext.)   | Taylor Fritz        | 7-66, 6-3       | Parcours |
| 4  | 01-03-2021 | Argentina Open, Buenos Aires                                           | ATP 250   | 506 770 $   | Terre (ext.) | Francisco Cerúndolo | 6-1, 6-2        | Parcours |

### Finales en simple messieurs
| No | Date       | Nom et lieu du tournoi            | Catégorie    | Dotation    | Surface      | Vainqueur          | Score         |          |
| -- | ---------- | --------------------------------- | ------------ | ----------- | ------------ | ------------------ | ------------- | -------- |
| 1  | 17-10-2016 | European Open, Anvers             | ATP 250      | 566 525 €   | Dur (int.)   | Richard Gasquet    | 7-64, 6-1     | Parcours |
| 2  | 16-10-2017 | European Open, Anvers             | ATP 250      | 589 185 €   | Dur (int.)   | Jo-Wilfried Tsonga | 6-3, 7-5      | Parcours |
| 3  | 11-02-2019 | Argentina Open, Buenos Aires      | ATP 250      | 590 745 $   | Terre (ext.) | Marco Cecchinato   | 6-1, 6-2      | Parcours |
| 4  | 21-10-2019 | Erste Bank Open, Vienne           | ATP 500      | 2 296 490 € | Dur (int.)   | Dominic Thiem      | 3-6, 6-4, 6-3 | Parcours |
| 5  | 03-02-2020 | Córdoba Open, Córdoba             | ATP 250      | 546 355 $   | Terre (ext.) | Cristian Garín     | 2-6, 6-4, 6-0 | Parcours |
| 6  | 14-09-2020 | Internazionali BNL d'Italia, Rome | Masters 1000 | 3 465 045 € | Terre (ext.) | Novak Djokovic     | 7-5, 6-3      | Parcours |
| 7  | 19-10-2020 | bett1HULKS Championships, Cologne | ATP 250      | 271 345 €   | Dur (int.)   | Alexander Zverev   | 6-2, 6-1      | Parcours |
| 8  | 18-10-2021 | European Open, Anvers             | ATP 250      | 508 600 €   | Dur (int.)   | Jannik Sinner      | 6-2, 6-2      | Parcours |
| 9  | 07-02-2022 | Argentina Open, Buenos Aires      | ATP 250      | 602 250 $   | Terre (ext.) | Casper Ruud        | 5-7, 6-2, 6-3 | Parcours |
| 10 | 14-02-2022 | Rio Open by Claro, Rio de Janeiro | ATP 500      | 1 660 290 $ | Terre (ext.) | Carlos Alcaraz     | 6-4, 6-2      | Parcours |

### Finales en double messieurs
| No | Date       | Nom et lieu du tournoi                 | Catégorie    | Dotation    | Surface      | Vainqueurs                        | Partenaire     | Score              |          |
| -- | ---------- | -------------------------------------- | ------------ | ----------- | ------------ | --------------------------------- | -------------- | ------------------ | -------- |
| 1  | 09-02-2015 | Brasil Open São Paulo                  | ATP 250      | 444 650 $   | Terre (int.) | Juan Sebastián Cabal Robert Farah | Paolo Lorenzi  | 6-4, 6-2           | Parcours |
| 2  | 25-04-2016 | TEB BNP Paribas Istanbul Open Istanbul | ATP 250      | 426 530 €   | Terre (ext.) | Flavio Cipolla Dudi Sela          | Andrés Molteni | 6-3, 5-7, [10-7]   | Parcours |
| 3  | 11-02-2019 | Argentina Open Buenos Aires            | ATP 250      | 590 745 $   | Terre (ext.) | Máximo González Horacio Zeballos  | Dominic Thiem  | 6-1, 6-1           | Parcours |
| 4  | 05-05-2019 | Mutua Madrid Open Madrid               | Masters 1000 | 6 536 160 € | Terre (ext.) | Jean-Julien Rojer Horia Tecău     | Dominic Thiem  | 6-2, 6-3           | Parcours |
| 5  | 08-05-2022 | Internazionali BNL d'Italia Rome       | Masters 1000 | 5 415 410 € | Terre (ext.) | Nikola Mektić Mate Pavić          | John Isner     | 6-2, 66-7, [12-10] | Parcours |

## Parcours dans les tournois duGrand Chelem

### En simple
| Année | Open d'Australie | Open d'Australie      | Internationaux de France | Internationaux de France | Wimbledon       | Wimbledon         | US Open         | US Open              |
| ----- | ---------------- | --------------------- | ------------------------ | ------------------------ | --------------- | ----------------- | --------------- | -------------------- |
| 2014  | Q1               | Zhang Ze              | 2e tour (1/32)           | Roger Federer            | —               | —                 | 1er tour (1/64) | Novak Djokovic       |
| 2015  | 1er tour (1/64)  | Kevin Anderson        | 2e tour (1/32)           | Gaël Monfils             | 1er tour (1/64) | Nick Kyrgios      | 2e tour (1/32)  | Rafael Nadal         |
| 2016  | 1er tour (1/64)  | John Millman          | 1er tour (1/64)          | Guido Pella              | 1er tour (1/64) | Robin Haase       | 1er tour (1/64) | J. M. del Potro      |
| 2017  | 2e tour (1/32)   | Steve Darcis          | 3e tour (1/16)           | Novak Djokovic           | 1er tour (1/64) | Grigor Dimitrov   | 1/4 de finale   | P. Carreño Busta     |
| 2018  | 1/8 de finale    | Rafael Nadal          | 1/4 de finale            | Rafael Nadal             | 2e tour (1/32)  | Jiří Veselý       | 3e tour (1/16)  | Kei Nishikori        |
| 2019  | 3e tour (1/16)   | Tomáš Berdych         | 2e tour (1/32)           | Leonardo Mayer           | 3e tour (1/16)  | Matteo Berrettini | 1/4 de finale   | Rafael Nadal         |
| 2020  | 1/8 de finale    | Novak Djokovic        | 1/2 finale               | Rafael Nadal             | Annulé          | Annulé            | 1er tour (1/64) | Cameron Norrie       |
| 2021  | 3e tour (1/16)   | Aslan Karatsev        | 1/4 de finale            | Rafael Nadal             | 3e tour (1/16)  | Márton Fucsovics  | 1/8 de finale   | B. van de Zandschulp |
| 2022  | 2e tour (1/32)   | Christopher O'Connell | 1/8 de finale            | Novak Djokovic           | 2e tour (1/32)  | Liam Broady       | 3e tour (1/16)  | Frances Tiafoe       |
| 2023  | 2e tour (1/32)   | Jeffrey John Wolf     | 3e tour (1/16)           | Stéfanos Tsitsipás       | 2e tour (1/32)  | Jannik Sinner     | 1er tour (1/64) | Arthur Rinderknech   |
| 2024  | Q1               | Denis Kudla           | Q2                       | Quentin Halys            | Q1              | Jay Clarke        | 1er tour (1/64) | Gaël Monfils         |

N.B. : à droite du résultat se trouve le nom de l'ultime adversaire.

### En double messieurs
| Année | Open d'Australie                                                                            | Open d'Australie                                                                       | Internationaux de France                                                             | Internationaux de France                                                              | Wimbledon                                                                             | Wimbledon | US Open                                                                           | US Open |
| ----- | ------------------------------------------------------------------------------------------- | -------------------------------------------------------------------------------------- | ------------------------------------------------------------------------------------ | ------------------------------------------------------------------------------------- | ------------------------------------------------------------------------------------- | --------- | --------------------------------------------------------------------------------- | ------- |
| 2014  | —                                                                                           | —                                                                                      | —                                                                                    | —                                                                                     | —                                                                                     | —         | 1er tour (1/32) M. González \|\| style="text-align:left;" \| A. Peya Bruno Soares |         |
| 2015  | 2e tour (1/16) H. Zeballos \|\| style="text-align:left;" \| D. Inglot F. Mergea             | 1er tour (1/32) F. Delbonis \|\| style="text-align:left;" \| P.-H. Herbert N. Mahut    | 1er tour (1/32) L. Mayer \|\| style="text-align:left;" \| Ivan Dodig Marcelo Melo    | 2e tour (1/16) F. Delbonis \|\| style="text-align:left;" \| L. Mayer João Sousa       |                                                                                       |           |                                                                                   |         |
| 2016  | —                                                                                           | —                                                                                      | 1er tour (1/32) T. Gabashvili \|\| style="text-align:left;" \| N. Monroe Artem Sitak | 2e tour (1/16) F. Delbonis \|\| style="text-align:left;" \| Jamie Murray Bruno Soares | 2e tour (1/16) A. Molteni \|\| style="text-align:left;" \| D. Marrero F. Verdasco     |           |                                                                                   |         |
| 2017  | 1er tour (1/32) A. Molteni \|\| style="text-align:left;" \| Daniel Nestor É. Roger-Vasselin | 1er tour (1/32) F. Tiafoe \|\| style="text-align:left;" \| R. Harrison M. Venus        | 1er tour (1/32) N. Kicker \|\| style="text-align:left;" \| J. Benneteau V. Pospisil  | 1er tour (1/32) Guido Pella \|\| style="text-align:left;" \| Chung Hyeon Lu Yen-hsun  |                                                                                       |           |                                                                                   |         |
| 2018  | 1er tour (1/32) Guido Pella \|\| style="text-align:left;" \| H. Podlipnik A. Vasilevski     | 2e tour (1/16) Guido Pella \|\| style="text-align:left;" \| J. S. Cabal Robert Farah   | —                                                                                    | —                                                                                     | 1er tour (1/32) C. Norrie \|\| style="text-align:left;" \| Dušan Lajović S. Tsitsipás |           |                                                                                   |         |
| 2019  | 1er tour (1/32) G. Durán \|\| style="text-align:left;" \| Blake Ellis Alexei Popyrin        | 1/2 finale Guido Pella \|\| style="text-align:left;" \| Kevin Krawietz Andreas Mies    | —                                                                                    | —                                                                                     | 1er tour (1/32) Guido Pella \|\| style="text-align:left;" \| Alex de Minaur Matt Reid |           |                                                                                   |         |
| 2020  | 1er tour (1/32) G. Durán \|\| style="text-align:left;" \| Łukasz Kubot Marcelo Melo         | 2e tour (1/16) F. Coria \|\| style="text-align:left;" \| Kevin Krawietz Andreas Mies   | Annulé                                                                               | Annulé                                                                                | —                                                                                     | —         |                                                                                   |         |
| 2021  | 1er tour (1/32) F. Coria \|\| style="text-align:left;" \| John Millman Thiago Monteiro      | 1er tour (1/32) F. Coria \|\| style="text-align:left;" \| Jonathan Erlich Lloyd Harris | —                                                                                    | —                                                                                     | —                                                                                     | —         |                                                                                   |         |
| 2022  | —                                                                                           | —                                                                                      | —                                                                                    | —                                                                                     | 1er tour (1/32) F. Bagnis \|\| style="text-align:left;" \| W. Koolhof Neal Skupski    | —         | —                                                                                 |         |
| 2023  | 1er tour (1/32) F. Coria \|\| style="text-align:left;" \| Alex Bolt Luke Saville            | —                                                                                      | —                                                                                    | —                                                                                     | —                                                                                     | —         | —                                                                                 |         |

N.B. : le nom du partenaire se trouve sous le résultat ; le nom des ultimes adversaires se trouve à droite.

## Parcours auMasters
| Année | Lieu    | Résultat    | Tour | Adversaires                                     | Victoire / Défaite | Scores                          |
| ----- | ------- | ----------- | ---- | ----------------------------------------------- | ------------------ | ------------------------------- |
| 2020  | Londres | Round Robin | RR   | Novak Djokovic Alexander Zverev Daniil Medvedev | Défaite            | 3-6, 2-6 3-6, 6-4, 3-6 3-6, 3-6 |

## Parcours dans lesMasters 1000
| Année | Indian Wells            | Miami                  | Monte-Carlo                | Madrid                 | Rome                   | Canada                    | Cincinnati                 | Shanghai               | Paris                     |
| ----- | ----------------------- | ---------------------- | -------------------------- | ---------------------- | ---------------------- | ------------------------- | -------------------------- | ---------------------- | ------------------------- |
| 2015  | 2e tour R. Federer      | 1er tour D. Thiem      | 1er tour J. Chardy         | —                      | 1er tour T. Bellucci   | —                         | —                          | —                      | —                         |
| 2016  | 1er tour Robin Haase    | 1er tour V. Pospisil   | —                          | —                      | —                      | —                         | —                          | —                      | —                         |
| 2017  | 1er tour João Sousa     | 3e tour D. Goffin      | 1/4 de finale R. Nadal     | 2e tour K. Nishikori   | 1er tour Jack Sock     | 1/4 de finale Robin Haase | 1er tour K. Khachanov      | 2e tour R. Federer     | 2e tour John Isner        |
| 2018  | 2e tour M. Baghdatís    | 3e tour M. Raonic      | 2e tour R. Gasquet         | 1/8 de finale R. Nadal | 2e tour Benoît Paire   | 1/8 de finale Marin Čilić | 1er tour S. Wawrinka       | 1er tour Sam Querrey   | 1/8 de finale A. Zverev   |
| 2019  | 3e tour R. Nadal        | 2e tour R. Opelka      | 2e tour Taylor Fritz       | 2e tour J. Chardy      | 1/2 finale N. Djokovic | 2e tour R. Bautista       | 1/8 de finale R. Gasquet   | 1er tour V. Pospisil   | 2e tour K. Edmund         |
| 2020  | n.o.                    | n.o.                   | n.o.                       | n.o.                   | Finale N. Djokovic     | n.o.                      | 2e tour R. Opelka          | n.o.                   | 1/4 de finale D. Medvedev |
| 2021  | 1/4 de finale C. Norrie | 1/8 de finale S. Korda | 2e tour C. Ruud            | 2e tour A. Karatsev    | 2e tour F. Auger       | 1/8 de finale R. Bautista | 1/8 de finale C. Ruud      | n.o.                   | 2e tour M. Giron          |
| 2022  | 3e tour J. Isner        | 2e tour T. Kokkinakis  | 1/4 de finale S. Tsitsipás | 2e tour G. Dimitrov    | 2e tour M. Giron       | 2e tour A. Ramos          | 1/8 de finale S. Tsitsipás | n.o.                   | 1er tour M. Cressy        |
| 2023  | 2e tour C. Ruud         | 3e tour H. Rune        | 2e tour J. Sinner          | 1er tour H. Grenier    | 1er tour M. Arnaldi    | 1er tour T. Paul          | —                          | 1/8 de finale N. Jarry | —                         |
| 2024  | —                       | 1er tour R. Safiullin  | —                          | —                      | 1er tour A. Vukic      | —                         | —                          | —                      | —                         |

N.B. : sous le résultat se trouve le nom de l’ultime adversaire.

## Parcours enCoupe Davis
| #                                                              | Date          | Lieu         | Surface      | Gagnant(s)                | Perdant(s)                       | Score          |          |
|                                                                |               |              |              |                           |                                  |                |          |
| 2015 - 1er tour (groupe mondial) - Argentine - Brésil 3:2      |               |              |              |                           |                                  |                |          |
| 1                                                              | 06-08/03/2015 | Buenos Aires | Terre (ext.) | Marcelo Melo Bruno Soares | Carlos Berlocq Diego Schwartzman | 7-5, 6-3, 6-4  | Parcours |
|                                                                |               |              |              |                           |                                  |                |          |
| 2015 - 1/4 de finale (groupe mondial) - Argentine - Serbie 4:1 |               |              |              |                           |                                  |                |          |
| 2                                                              | 17-19/07/2015 | Buenos Aires | Terre (int.) | Dušan Lajović             | Diego Schwartzman                | 6-1, 6-4       | Parcours |
|                                                                |               |              |              |                           |                                  |                |          |
| 2015 - 1/2 finale (groupe mondial) - Belgique - Argentine 3:2  |               |              |              |                           |                                  |                |          |
| 3                                                              | 18-20/09/2015 | Bruxelles    | Dur (int.)   | David Goffin              | Diego Schwartzman                | 6-3, 6-2, 6-1  | Parcours |
|                                                                |               |              |              |                           |                                  |                |          |
| 2017 - play-off (groupe mondial) - Kazakhstan - Argentine 3:1  |               |              |              |                           |                                  |                |          |
| 4                                                              | 15-17/09/2017 | Astana       | Dur (int.)   | Diego Schwartzman         | Dmitry Popko                     | 6-4, 6-2, 6-2  | Parcours |
| 4                                                              | 15-17/09/2017 | Astana       | Dur (int.)   | Mikhail Kukushkin         | Diego Schwartzman                | 6-4, 6-4, 7-62 | Parcours |

## Confrontations avec ses principaux adversaires
Confrontations lors des différents tournois ATP et en Coupe Davis avec ses principaux adversaires (6 confrontations minimum et avoir été membre du top 10). Classement par pourcentage de victoires. Situation au 4 septembre 2024 :
| Joueur             | Meilleur classement | Confrontations | Victoires | Défaites | Pourcentage de victoires | Dernière confrontation                                     |
| ------------------ | ------------------- | -------------- | --------- | -------- | ------------------------ | ---------------------------------------------------------- |
| Novak Djokovic     | 1                   | 7              | 0         | 7        | 0                        | défaite (1-6, 3-6, 3-6) à Roland-Garros 2022               |
| Daniil Medvedev    | 1                   | 6              | 0         | 6        | 0                        | défaite (5-7, 3-6) à l'ATP Cup 2021                        |
| Rafael Nadal       | 1                   | 12             | 1         | 11       | 8,3                      | défaite (3-6, 6-4, 4-6, 0-6) à Roland-Garros 2021          |
| David Goffin       | 7                   | 7              | 2         | 5        | 28,6                     | victoire (6-4, 6-2) au Masters de Monte-Carlo 2023         |
| Stéfanos Tsitsipás | 3                   | 7              | 2         | 5        | 28,6                     | défaite (2-6, 2-6, 3-6) à Roland-Garros 2023               |
| Dominic Thiem      | 3                   | 9              | 3         | 6        | 33,3                     | victoire (7-61, 5-7, 66-7, 7-65, 6-2) à Roland-Garros 2020 |
| Gael Monfils       | 6                   | 6              | 3         | 3        | 50                       | défaite (7-62, 2-6, 2-6, 1-6) à l'US Open 2024             |
| Casper Ruud        | 7                   | 8              | 5         | 4        | 62,5                     | défaite (2-6, 3-6) au Masters d'Indian Wells 2023          |

## Victoires sur le top 10
Toutes ses victoires sur des joueurs classés dans le top 10 de l'ATP lors de la rencontre.
| Légende      |
| Grand Chelem |
| Masters 1000 |
| 500 Series   |
| 250 Series   |
| Coupe Davis  |

| #  | D.S.   | Tournoi       | Année | Surface      | Adversaire            | Rang  | Tour   | Score                      |
| -- | ------ | ------------- | ----- | ------------ | --------------------- | ----- | ------ | -------------------------- |
| 1  | no 36  | Montréal      | 2017  | Dur          | Dominic Thiem         | no 7  | 1/16   | 6-4, 67-7, 7-5             |
| 2  | no 33  | US Open       | 2017  | Dur          | Marin Čilić           | no 7  | 1/16   | 4-6, 7-5, 7-5, 6-4         |
| 3  | no 12  | Roland-Garros | 2018  | Terre battue | Kevin Anderson        | no 7  | 1/8    | 1-6, 2-6, 7-5, 7-60, 6-2   |
| 4  | no 19  | Buenos Aires  | 2019  | Terre battue | Dominic Thiem         | no 8  | 1/2    | 2-6, 6-4, 7-65             |
| 5  | no 24  | Rome          | 2019  | Terre battue | Kei Nishikori         | no 6  | 1/4    | 6-4, 6-2                   |
| 6  | no 21  | US Open       | 2019  | Dur          | Alexander Zverev      | no 6  | 1/8    | 3-6, 6-2, 6-4, 6-3         |
| 7  | no 15  | Vienne        | 2019  | Dur          | Karen Khachanov       | no 9  | 1/4    | 7-66, 6-2                  |
| 8  | no 15  | Rome          | 2020  | Terre battue | Rafael Nadal          | no 2  | 1/4    | 6-2, 7-5                   |
| 9  | no 14  | Roland-Garros | 2020  | Terre battue | Dominic Thiem         | no 3  | 1/4    | 7-61, 5-7, 66-7, 7-65, 6-2 |
| 10 | no 11  | Indian Wells  | 2021  | Dur          | Casper Ruud           | no 10 | 1/8    | 6-3, 6-3                   |
| 11 | no 13  | ATP Cup       | 2022  | Dur          | Stéfanos Tsitsipás    | no 4  | Poules | 65-7, 6-3, 6-3             |
| 12 | no 15  | Barcelone     | 2022  | Terre battue | Félix Auger-Aliassime | no 9  | 1/4    | 3-6, 6-2, 6-3              |
| 13 | no 130 | Shanghai      | 2023  | Dur          | Taylor Fritz          | no 8  | 1/16   | 6-4, 3-6, 7-65             |

## Classements ATP en fin de saison
| Année          | 2009 | 2010 | 2011 | 2012 | 2013 | 2014 | 2015 | 2016 | 2017 | 2018 | 2019 | 2020 | 2021 | 2022 | 2023 |
| Rang en simple | 1029 | 417  | 369  | 169  | 118  | 61   | 88   | 52   | 26   | 17   | 14   | 9    | 13   | 25   | 114  |
| Rang en double | 1207 | 400  | 313  | 419  | 349  | 124  | 111  | 143  | 149  | 106  | 40   | 51   | 158  | 112  | 338  |

Source : (en) Classements de Diego Schwartzman sur le site officiel de la Fédération internationale de tennis